# Jagami Light
Jagami Light (夜神月; Hepburn: Yagami Light), más néven Kira (キラ) egy kitalált szereplő Óba Cugumi és Obata Takesi Death Note című manga- és animesorozatában.
A manga és az anime történetében Light egy kimagaslóan intelligens és unatkozó középiskolás diák, aki rátalál a halálisten, Ryuk által az emberi világba dobott Halállistára, melynek különleges ereje, hogy akinek beleírják a nevét, az meghal. A lista segítségével Light meg akarja tisztítani a világot a gonoszságtól, bűnözőktől, majd uralni azt. A Halállista erejét felhasználva gyilkolni kezdi az általa elítélt embereket. A média és az emberek nemsokára Kira néven kezdik emlegetni, ami az angol killer szóból ered. Tettei természetesen a rendőrség figyelmét is felkeltik, akik nagy erőket mozgósítanak elfogására. A történetet bonyolítja, hogy Light apja az egyik feje a nyomozásnak, ami több, mint 6 évig tartott.

## A szereplő megalkotása és az alapelgondolás
Obata Takesi, a Death Note rajzolója szabad kezet kapott annak írójától, Óba Cugumitól a szereplők kinézetének megtervezésére. Obata bevallása szerint Light esetében nem volt különösebb problémája annak megjelenésének kialakításakor. Óba leírás szerint a feladata egy „briliáns elméjű és megbecsülésnek örvendő diák” megrajzolása volt, akiben ugyanakkor „van egy kis bizarrság is”. A sorozat előrehaladtával Obata egyszerűsítette a szereplő kinézetét, eltávolítva a „felesleges” vonalakat, melyet úgy írt körül, hogy „jobb lett” annak megrajzolásában. Mikor a Death Note 35. fejezetének megjelenése után a szerkesztője értesítette, hogy az ezt követő történetekben Light elveszti az emlékeit, Obata úgy érezte, hogy neki is „el kell felejtenie” minden tapasztalatát, amit a szereplő megrajzolásában szerzett, és hasonlóképpen kell őt ábrázolnia, mint ahogyan azt a korai fejezetekben tette. Obata saját bevallása szerint nagy energiát fektetett a szereplő ruhatárának összeállításakor, és mivel kisebb nehézséget okozott számára kitalálnia, hogy „mit hordhat egy briliáns elme” és divatmagazinokból próbált ötletet meríteni. Obata elképzelése szerint Light egy „okos és szabályszerű fickó”, aki ennek megfelelően előírásos inget hord. Light öltözködése a sorozatban a formális mintát követi, melyben Obata megpróbálta elkerülni, hogy farmert viseljen.
Óba Cugumi nyilatkozata szerint a szereplő vezetéknevét a „Jagamit” szerkesztője javasolta neki, miután ő már az igencsak szokatlan „Light” keresztnév mellett döntött. Saját bevallása szerint egészen a manga utolsó fejezetéig „nem is igazán törődött” a név jelentésével (a nevet leíró kandzsik jelentése „éjszaka” és „isten”), de annak megírása után „megtetszett” neki, hogy azzal a név egy „mélyebb jelentéstartalommal” bővült.
Óba megfogalmazása szerint Light élete „összeomlik”, miután megszerzi a Halállistát, és ő maga is „számos módon” a lista áldozatává válik. Lightban erős a jó akarat és a jó szándék, de emellett „erősen önhitt” természetű is, akiben „beteges” vágy ébred, hogy istenné váljon, de ugyanakkor szereti a családját és szeretné a világot „egy jobb hellyé változtatni”. Light képtelen elfogadni a kompromisszumot, mikor szeméiről van szó. A Halállista megszerzése „megfertőzi” őt, és Óba véleménye szerint az ezt követő tettei „feltehetően annak a tisztaságnak az eredménye”, ami korábban a fiúban lakozott. Light a történet elején, a Halállista megszerzése előtt még „egy olyan fiatalember, aki képes megérteni mások fájdalmát” és ha Ryukban nem ébredt volna kíváncsiság az emberi világ iránt, „a világ egyik legjobb rendőr vezetője lett volna”, aki L-el a bűn ellen harcolhatott volna. Óba véleménye szerint Light tetteinek mérlegelése a jó és rossz fogalmai szerint „nem igazán lényeges”, ezzel szemben személyes véleménye szerint Light egy „ördögi” szereplő.
Jagami Light Obata második kedvenc szereplője volt a sorozatban, amit feltevése szerint lehet, hogy azért „kedvelt meg”, mert éppen egy gyerekeknek szóló magazinban rajzolhatta meg „ezt az ördögi szereplőt”. Obata a kötetborítók készítésekor a színeket úgy próbálta összeállítani, hogy az a megfelelő légkört teremtse meg a borító központi szereplője körül. Ezt az elvet követve Obata Lighthoz éppen a színek hiányát párosította.